# Sarettii
Shahrad Afsharipour, mer känd under artistnamnet Sarettii (stiliserat Sarettii (5148) i vissa marknadsföringssammanhang), född 25 maj 2002, är en svensk rappare från Hisings Backa i Göteborg av iransk härkomst.

## Biografi
Sarettii debuterade den 5 mars 2020 med singeln "Runt", producerad av den Fittja-baserade Mackan, med en tillhörande musikvideo, i regi av Leo Aadland. Singelsläpp som "Mariachi", "Distans" och "Allt sånt" följde upp debuten under resten av 2020 och i början av 2021. Den sistnämnda nådde plats 37 på Sverigetopplistan, vilket var Sarettiis första topplistenotering, samt hans första platinacertifierade singel. 
I oktober 2021 släppte Sarettii singeln "Som dom". Den NEZS och Redlip-producerade låten nådde en första plats på Sverigetopplistan och höll sig på listan i 41 veckor. "Som dom" hade i november 2023 över 45 miljoner spelningar på Spotify och dess tillhörande musikvideo hade i november 2023 över 5,5 miljoner visningar. 
I april 2022 följde Sarettii upp "Som dom" med "Matador". Den Straynané-producerade singeln nådde en första plats på Sverigetopplistan. Låtens refräng samplar de indiska artisterna Mithoon och Arijit Singhs låt "Sanam Re" från 2016. Dess tillhörande musikvideo blev den mest sedda på svensk YouTube under 2022 och hade i november 2023 över sex miljoner visningar.
Den 19 april 2023 släppte Sarettii sitt debutalbum Come Alive som debuterade på en andraplats på Sverigetopplistan. Förutom de tidigare släppta singlarna "Matador" och introduktionsspåret "Ella mai" innehöll albumet tio nya spår, varav två av de noterades på Sverigetopplistan, "Blickar" på plats 71 och "Waka Waka" på plats 12. Debutalbumet släpptes utan några gästningar. 

## Diskografi

### Studioalbum
| År   | Albuminformation                                                                                          | SVE |
| ---- | --- | --- |
| 2023 | Come Alive - Släppt: 19 april 2023 - Skivbolag: Ringtone Records - Format: Digital nedladdning, strömning | 2   |

### Singlar
| År   | Titel                     | Topplistenoteringar | Album      |
| År   | Titel                     | SVE                 | Album      |
| ---- | ------------------------- | ------------------- | ---------- |
| 2021 | Mariachi Allt sånt        | 37                  |            |
| 2021 | On The Road               | 93                  |            |
| 2021 | Skräckfilm (med Dree Low) | 20                  |            |
| 2021 | SOM DOM                   | 1                   |            |
| 2022 | MATADOR                   | 1                   | Come Alive |
| 2023 | Ella mai                  | 6                   | Come Alive |
| 2023 | Likkle Boy                | 39                  |            |
| 2024 | Duktig tjej               | 7                   |            |
| 2024 | Hemsk (med Asme)          | 1                   |            |
| 2024 | I Might                   | 1                   |            |